# Equality
Equality és una població dels Estats Units a l'estat d'Illinois. Segons el cens del 2000 tenia 721 habitants.

## Demografia
Segons el cens del 2000, Equality tenia 721 habitants, 315 habitatges, i 206 famílies. La densitat de població era de 309,3 habitants/km².
Dels 315 habitatges en un 29,8% hi vivien nens de menys de 18 anys, en un 50,5% hi vivien parelles casades, en un 11,4% dones solteres, i en un 34,6% no eren unitats familiars. En el 32,4% dels habitatges hi vivien persones soles el 18,4% de les quals corresponia a persones de 65 anys o més que vivien soles. El nombre mitjà de persones vivint en cada habitatge era de 2,29 i el nombre mitjà de persones que vivien en cada família era de 2,9.
Per edats la població es repartia de la següent manera: un 24,3% tenia menys de 18 anys, un 6,1% entre 18 i 24, un 26,4% entre 25 i 44, un 25,5% de 45 a 60 i un 17,8% 65 anys o més.
L'edat mediana era de 40 anys. Per cada 100 dones de 18 o més anys hi havia 83,8 homes.
La renda mediana per habitatge era de 22.171 $ i la renda mediana per família de 27.625 $. Els homes tenien una renda mediana de 26.250 $ mentre que les dones 18.214 $. La renda per capita de la població era de 12.961 $. Aproximadament el 14% de les famílies i el 20,7% de la població estaven per davall del llindar de pobresa.

## Poblacions properes
El següent diagrama mostra les poblacions més properes.